# Vultee V-1
O Vultee V-1 fpo i, avião comercial monomotor americano da década de 1930 construído pela Airplane Development Corporation, projetado por Gerard Vultee e financiado pelo fabricante de automóveis Errett Lobban Cord.

## Projeto e desenvolvimento
O protótipo (designado V-1) era um monoplano cantilever de asa baixa e produzido inteiramente de metal, com um trem de pouso com bequilha retrátil. Possuía acomodação para um piloto e seis passageiros, voando pela primeira vez em 19 de fevereiro de 1933.
As aeronaves de produção receberam a designação V-1A e tinha uma fuselagem pouco maior e mais larga, acomodando dois pilotos e oito passageiros. A produção foi encerrada em 1936 após 24 aeronaves além do protótipo terem sido construídas.
Uma versão de hidroavião, vendido para a União Soviética em conjunto com uma licença de produção recebeu a designação V-1AS e uma versão de transporte executivo foi designada V-1AD (de "Deluxe"). A aeronave não chegou a ser produzida na União Soviética.

## Histórico operacional

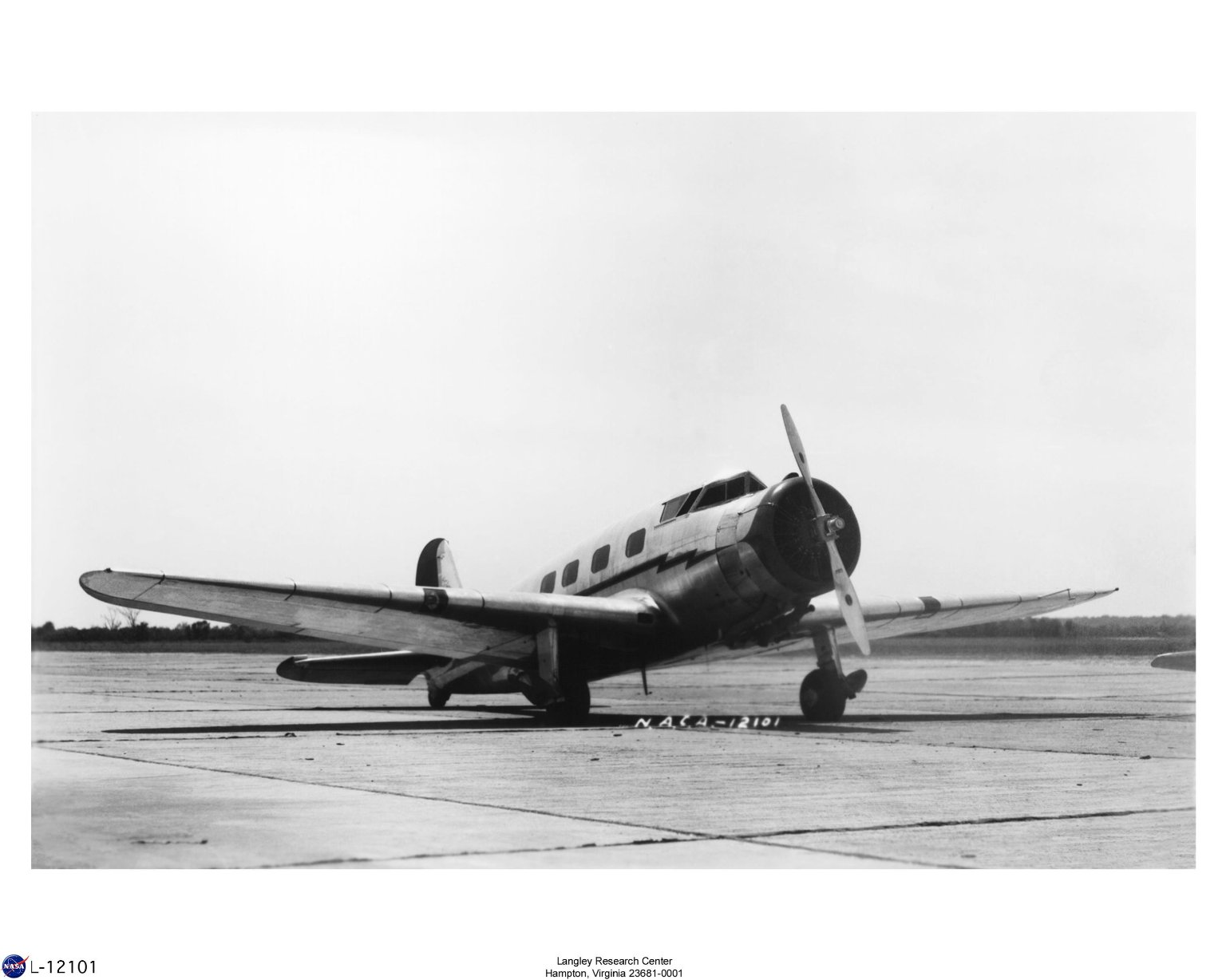
Vultee V-1A em Langley

A American Airlines adquiriu no mínimo 13 V-1A e o protótipo (após ter sido modificado para operação com dois pilotos), entrando em serviço em 1934. Na introdução, eram as mais rápidas aeronaves de sua época. Foram usados em rotas dos Grandes Lagos para o Texas. A Bowen Airlines, do Texas, também operou esta aeronave. Em 1936, foram vendidos, sendo substituídos por aeronaves bimotoras quando o Bureau of Air Commerce limitou severamente o uso de aviões comerciais monomotores.
Os V-1AD foram operados por várias empresas privadas ou indivíduos como aeronave executiva de alta velocidade. O único V-1AD Special foi usado antes da guerra pelo magnata Randolph Hearst. Posteriormente, serviu em empresas aéreas no Panamá e Nicarágua antes de retornar para os Estados Unidos após a guerra.
Equipado com dois fluturadores e tanques de combustível extras, o único V-1AS Special foi vendido para a União Soviética e utilizado em um voo de 10 000 mi (16 100 km) de Santa Monica para Moscou.
O V-1AD foi usado em 1936 durante uma tentativa de cruzamento duplo na rota Nova Iorque-Londres-Nova Iorque, voado por Harry Richma e Henry T. "Dick" Merrill, no famoso voo "Ping Pong", quando para garantir a flutuabilidade em caso de amerrisagem, os espaços vazios na aeronave foram preenchidos com bolinhas de ping pong. Foi posteriormente utilizado por forças nacionalistas na Espanha como um avião de transporte e bombardeiro de alta velocidade.
Sete aeronaves ora operadas pela American Airlines, além de outras oito aeronaves, foram usadas pelos republicanos na Guerra Civil Espanhola, com metralhadoras e suportes para bombas sob a fuselagem. Quatro delas foram capturadas pelos nacionalistas.
O V-1 foi usado na filmagem de Jungle Queen (1944) com Clark Gable e The Tarnished Angels (1957).

## Variantes

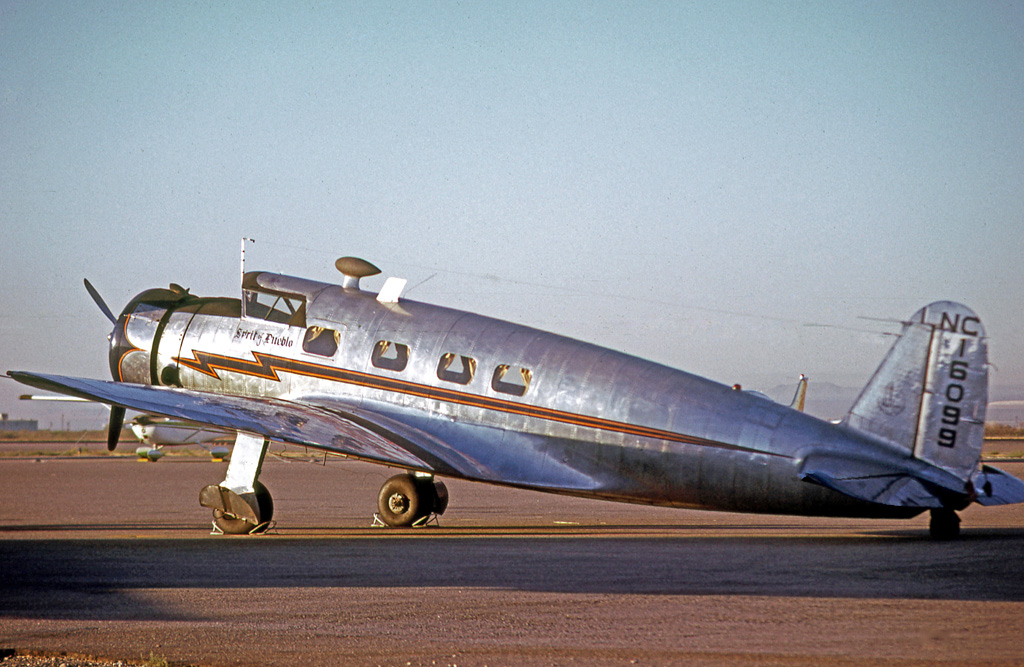
O Vultee V-1AD Special NC16099 em 1973 após ser restaurado e nomeado Spirit of Pueblo

Protótipo com um motor Wright Cyclone R-1820-F2 de 650 hp. Uma aeronave construída, posteriormente modificada para o padrão V-1A antes de ser entregue para a American Airlines.
V-1A
Versão de produção com dois tripulantes e um motor radial Wright Cyclone R-1820-F2 de 735 hp. 18 aeronaves construídas e uma convertida do protótipo.
V-1AD
Versão executiva, com um motor Wright Cyclone R-1820-G2 de 850 hp. Seis aeronaves construídas.
V-1AD Special
Como o V-1AD, mas equipado com um motor Wright Cyclone R-1820-G2 de 1000 hp. Uma aeronave construída.
V-1AS Special
Versão especial ou com o motor R-1820-F52 de 775 hp ou o R-1820-G2 de 850 hp, com dois flutuadores. Uma aeronave construída para a União Soviética.

## Sobreviventes
O V-1AD Special NC16099 é o único sobrevivente do modelo e está preservado e em exibição pública no Museu do Ar de Shannon, em Fredericksburg, Virginia. Foi pintado como Lady Peace II para comemorar a pintura original usada na tentativa do cruzamento duplo. Foi restaurado e voado em 1971 por Harold Johnston em Colorado.

## Operadores
V-1

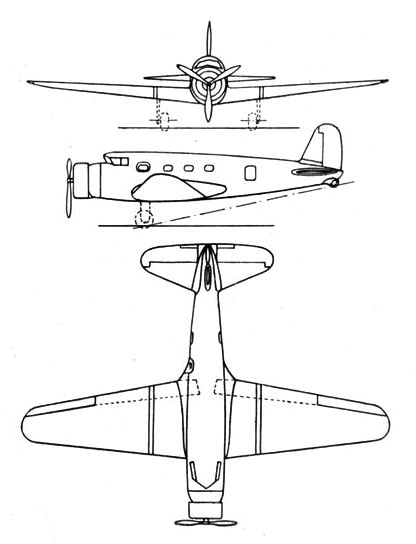
Desenho do Vultee V-1A da L'Aerophile, julho de 1934

 Segunda República Espanhola
- Força Aérea da República Espanhola – A Espanha Republicana adquiriu 16 V-1 de várias fontes, incluindo 10 da American Airlines. Pelo menos uma foi destruída por sabotagem antes da entrega e outras quatro foram destruídas pelos nacionalistas durante a entrega.[1]

 Espanha Franquista
- Aviación Nacional[1]

### Operadores civis
Canadá
- Canadian Colonial Airways[10]

 China
- China National Aviation Corporation[11]

 Estados Unidos
- American Airlines (1 V-1 e 10 V-1A)[10]
- Bowen Airlines[10]
- Crusader Oil Corporation[12]
- William Randolph Hearst[12]